# Comté de Västmanland
Le comté de Västmanland (Västmanlands Län en suédois) est un comté suédois situé dans le centre du pays. Il est voisin des comtés de Södermanland, Örebro, Dalarna et Uppsala. Il borde également le lac Mälar, troisième plus grand lac de Suède.

## Province historique
Le territoire du comté de Västmanland correspond à la partie est de l’ancienne province historique de Västmanland, au nord-ouest de celle d’Uppland, ainsi qu’à quelques terres du Södermanland et du Närke.
Pour l’histoire, la géographie et la culture, voir Västmanland, Uppland, Södermanland et Närke

## Administration
Les principales missions du conseil d’administration du comté (Länsstyrelse), dirigé par le préfet du comté, sont de satisfaire aux grandes orientations fournies par le Riksdag et le gouvernement, de promouvoir le développement du comté et de fixer des objectifs régionaux.

## Communes
Le comté de Västmanland est subdivisé en 11 communes (Kommuner) au niveau local :
- Arboga
- Fagersta
- Hallstahammar
- Kungsör
- Köping
- Norberg
- Sala
- Skinnskatteberg
- Surahammar
- Västerås

## Héraldique
Le comté de Västmanland a hérité son blason de l’ancienne province historique de Västmanland. Lorsqu’il est représenté avec une couronne royale, le blason symbolise le conseil d’administration du comté.

## Personnalités du comté de Västmanland
- Augusta Christie-Linde (1870-1953), zoologiste, y est née.